# Elattoneura balli
Elattoneura balli – gatunek ważki z rodziny pióronogowatych (Platycnemididae). Występuje w zachodniej i środkowej Afryce – od Gwinei i Sierra Leone do Kamerunu i Gwinei Równikowej.